# Kontinentalni hokejski pokal
Kontinentalni pokal je mednarodno hokejsko tekmovanje evropskih klubov, ki poteka od sezone 1997/1998 pod okriljem Mednarodne hokejske zveze. V sezonah 1994/95 in 1995/96 je tekmovanje potekalo pod imenom Pokal federacij.

## Zmagovalci
| Sezona              | Zmagovalec           | Drugi                  | Tretji                    | Prizorišče finala |
| Pokal federacij     | Pokal federacij      | Pokal federacij        | Pokal federacij           | Pokal federacij   |
| ------------------- | -------------------- | ---------------------- | ------------------------- | ----------------- |
| 1994/95             | Salavat Julajev Ufa  | HC Pardubice           | Olimpija Hertz            | Ljubljana         |
| 1995/96             | AS Mastini Varese    | Metallurg Magnitogorsk | Salavat Julajev Ufa       | Trenčín           |
| Kontinentalni pokal |                      |                        |                           |                   |
| 1997/98             | TJ VSŽ Košice        | Eisbären Berlin        | Ilves Tampere             | Tampere           |
| 1998/99             | HC Ambri-Piotta      | HC Košice              | Avangard Omsk             | Košice            |
| 1999/00             | HC Ambri-Piotta      | Eisbären Berlin        | Ak Bars Kazan             | Berlin            |
| 2000/01             | ZSC Lions            | London Knights         | HK Slovan Bratislava      | Zurich            |
| 2001/02             | ZSC Lions            | HC Milano Vipers       | HKm Zvolen                | Zurich            |
| 2002/03             | Jokerit Helsinki     | Lokomotiv Jaroslavl    | HC Lugano                 | Lugano, Milano    |
| 2003/04             | HK Slovan Bratislava | HK Gomel               | HC Lugano                 | Gomel             |
| 2004/05             | HKm Zvolen           | Dinamo Moskva          | Alba Volán Székesfehérvár | Székesfehérvár    |
| 2005/06             | Lada Togliatti       | HK Riga 2000           | ZSC Lions                 | Székesfehérvár    |
| 2006/07             | Junost Minsk         | Avangard Omsk          | Ilves Tampere             | Székesfehérvár    |
| 2007/08             | Ak Bars Kazan        | HK Riga 2000           | Torpedo Ust-Kamenogorsk   | Riga,             |
| 2008/09             | MHC Martin           | Dragons de Rouen       | HC Bolzano                | Rouen             |
| 2009/10             | Red Bull Salzburg    | Junost Minsk           | Sheffield Steelers        | Grenoble          |
| 2010/11             | Yunost Minsk         | Red Bull Salzburg      | SønderjyskE Ishockey      | Minsk             |
| 2011/12             | Dragons de Rouen     | Junost Minsk           |                           | Rouen             |